# REVOZ
REVOZ, (contraction de REnault et de VOZila) est une coentreprise créée en 1988 par le constructeur ex-yougoslave IMV - Industrija Motornih Vozil et Renault. Depuis 2004, la société est devenue une simple filiale manufacturière de Renault. L'usine est implantée à Novo Mesto, dans l'actuelle Slovénie. C'est l'unique constructeur automobile et le 1er exportateur slovène.

## Histoire
La société Moto montaža a été créée en 1954 et commence l'assemblage en CKD du petit utilitaire léger DKW Schnellaster. Renommée IMV - Industrija Motornih Vozil, littéralement usine de production de véhicules à moteur en 1959. En 1967, la société signe un accord de coopération avec le groupe britannique British Leyland pour assembler des modèles Austin en CKD de l'IMV Austin 1300 Super Deluxe. L'année suivante, IMV assemblera également l'IMV Mini 1000, puis les IMV Austin 1500 et 1750. La coopération avec le groupe britannique prend fin en 1972 à la suite d'un nouvel accord de licence conclu avec le groupe français Renault qui exige l'exclusivité des modèles automobiles. Au total, entre 1969 et 1972, ce sont 21 379 voitures Austin qui ont été assemblées par IMV.
| Modèle                        | Cylindrée | Puissance         | Années de production | Quantités produites |
| ----------------------------- | --------- | ----------------- | -------------------- | ------------------- |
| IMV Austin 1300 Super de Luxe | 1 275 cm3 | 53 à 5 250 tr/min | 1969–1972            | 14 450              |
| IMV Austin 1300 Special       | 1 275 cm3 | 65 à 5 000 tr/min | 1972                 | 485                 |
| IMV Austin Mini 1000          | 998 cm3   | 34 à 5 250 tr/min | 1970–1972            | 5354                |
| IMV Austin 1500               | 1 485 cm3 | 74 à 5 500 tr/min | 1970–1971            | 897                 |
| IMV Austin 1750               | 1 748 cm3 | 72 à 5 000 tr/min | 1971–1972            | 193                 |

## La coopération avec Renault
Un contrat de coopération industrielle est signé en 1972 entre Renault et IMV pour l’assemblage local de la Renault 4. Renault obtient l'exclusivité des modèles automobiles et l'assemblage des derniers modèles Austin prend fin en décembre 1972.
En janvier 1973, l'assemblage de la Renault 4 en CKD débute au rythme de 12 véhicules par jour. En complément de la R4, l’usine commence l'année suivante l'assemblage de la Renault 12 et même de quelques R16. La production journalière maximale passe à 24 véhicules. En 1979, la première Renault 4 slovène est exportée en France. Depuis ce jour, nombre de voitures fabriquées dans l'usine de Novo Mesto seront réimportées en France. L'année 1980 marque le début de l'assemblage de la Renault 18.
Après le décès du maréchal Tito en 1980, la Yougoslavie va connaître de sérieux troubles. La pratique politique de son successeur Slobodan Milošević, prenant fait et cause pour le nationalisme serbe au détriment des autres, et cherchant à contrôler l’ensemble des rouages économiques et politiques de la Fédération yougoslave, va pousser les autres républiques à s’émanciper de Belgrade les unes après les autres pour devenir sept états indépendants, les anciennes républiques fédérées de la Yougoslavie communiste et fédéraliste, créées après la Seconde Guerre mondiale.
Dans une situation économique délicate pour la Slovénie, en 1988, Renault renégocie son contrat avec les responsables gouvernementaux dont dépendait IMV et obtient la création d'une société mixte REVOZ, coentreprise à 50/50 entre Renault et IMV pour l’industrialisation de la nouvelle Super5 qui débutera en 1989.
En 1991, l'économie de la Slovénie dépend pour beaucoup des investissements étrangers ce qui favorise la signature, le 11 octobre, d’un accord pour la prise de participation majoritaire de 54 % par Renault dans l’entreprise slovène. La société IMV est dissoute en fin d'année. En 2004, Renault rachète la totalité de REVOZ et transforme la société en simple filiale du groupe français.

### Histogramme IMV Renault
- 1973 : début de l'assemblage de la Renault 4 en CKD (12 véhicules par jour),
- 1974 : en complément de la R4, l’usine débute l'assemblage de la Renault 12 et même quelques R16 (production maximale : 24 véhicules par jour),
- 1978 : l'usine s'équipe d'une nouvelle ligne d’assemblage,
- 1979 : première Renault 4 slovène exportée (France),
- 1980 : début de l'assemblage de la Renault 18,
- 1987 : IMV devient la 5e entreprise et le 1er exportateur de Yougoslavie,
- 1988 : signature d’un contrat cadre entre IMV et Renault. Création d'une nouvelle société REVOZ, coentreprise entre REnault et IMV VOZila pour l’industrialisation de la nouvelle R5,
- 1989 : début de l’assemblage de la Renault Super 5 aux côtés de la R4,
- 1991 : après la guerre de Yougoslavie, la Slovénie devient un état indépendant. L'économie du pays dépend des investissements étrangers ce qui favorise la signature, le 11 octobre, d’un accord pour la prise de participation majoritaire de Renault dans l’entreprise slovène. La société IMV est dissoute en fin d'année,

À partir de 1992, la société du constructeur slovène IMV étant dissoute, seul Renault assure la direction des opérations. REVOZ est devenu une filiale de Renault.
- 1992 : Renault prend le contrôle de REVOZ et de l'usine de Novo Mesto, grâce à une participation portée à 54 %. La dernière R4 est assemblée à Novo Mesto,
- 1993 : début de la production de la Clio I et mise en service des premiers robots,
- 1996 : la dernière R5 est assemblée à Novo Mesto après 25 ans de commercialisation,
- 1998 : début simultané à Valladolid (Espagne) et à Flins (France) de la production de la Clio II,
- 2004 : Renault devient l'unique actionnaire de REVOZ,
- 2005 : l'usine de Novo Mesto fête le 2 millionième véhicule produit depuis les débuts,
- 2006 : lancement de la fabrication en exclusivité pour l’Europe de la nouvelle Twingo,
- 2007 : REVOZ franchit le seuil des 200 000 véhicules produits par an,
- 2010 : l'usine fête le 3 millionième véhicule produit et débute la fabrication de la Wind,
- 2011 : arrêt de la production de la Clio II (mais encore fabriquée en 2014 pour l’Afrique du Nord),
- 2013 : arrêt de la fabrication de la Twingo II,
- 2014 : début de la fabrication de la Twingo III (seule usine à la fabriquer), et de la Smart Forfour II dans le cadre des accords avec Daimler-Benz.
- 2021 : arrêt de la fabrication de la Smart Forfour II en fin d'année.

Production des modèles Renault sous licence par IMV
| Modèle     | Années de production | Quantité |
| ---------- | -------------------- | -------- |
| Renault 4  | 1973–1992            | 575 824  |
| Renault 12 | 1974–1977            | 7 278    |
| Renault 16 | 1974–1976            | 342      |
| Renault 18 | 1980–1987            | 18 714   |

À partir de 1988, la production est assurée par la société REVOZ et est intégrée dans les chiffres des voitures Renault produites à l'étranger. En peu de temps, l'usine REVOZ de Novo Mesto est devenue un des centres les plus importants du constructeur français avec une exportation de 98 % de sa production. Depuis 2004, Renault est l'unique actionnaire, après le rachat de REVOZ.

### Les véhicules produits par Renault Revoz à Novo Mesto
- Renault Supercinq (1989 - 1996) – 29 000 véhicules
- Renault Clio I (1993 - 1998) – 300 000 véhicules
- Renault Clio II (1998 - 05-05-2015) – 1 490 607 véhicules (à partir de 2013, la production était réservée aux marchés d'Afrique du Nord)[4]
- Renault Clio III (2005 - fin 2012) - ?
- Renault Twingo II (2007 - 2014) - seule usine à la fabriquer, 690 000 véhicules à fin 2011
- Renault Wind (2010 - 2013) - seule usine à la fabriquer, 12 000 véhicules à fin 2011
- Renault Twingo III (2014 - >) seule usine à la fabriquer
- Smart Forfour II (2015 - 2021) - seule usine à la fabriquer, 248 856 véhicules (dont 32 326 modèles 100% électrique)[5]
- Renault Clio IV (2017 - >)

En 2018, l'usine de Novo Mesto est dimensionnée pour produire 200 000 véhicules chaque année, (133.600 véhicules en 2017). Elle a fêté son 4 millionnnième produit le 2 juin 2018